# Scaunul Mediașului

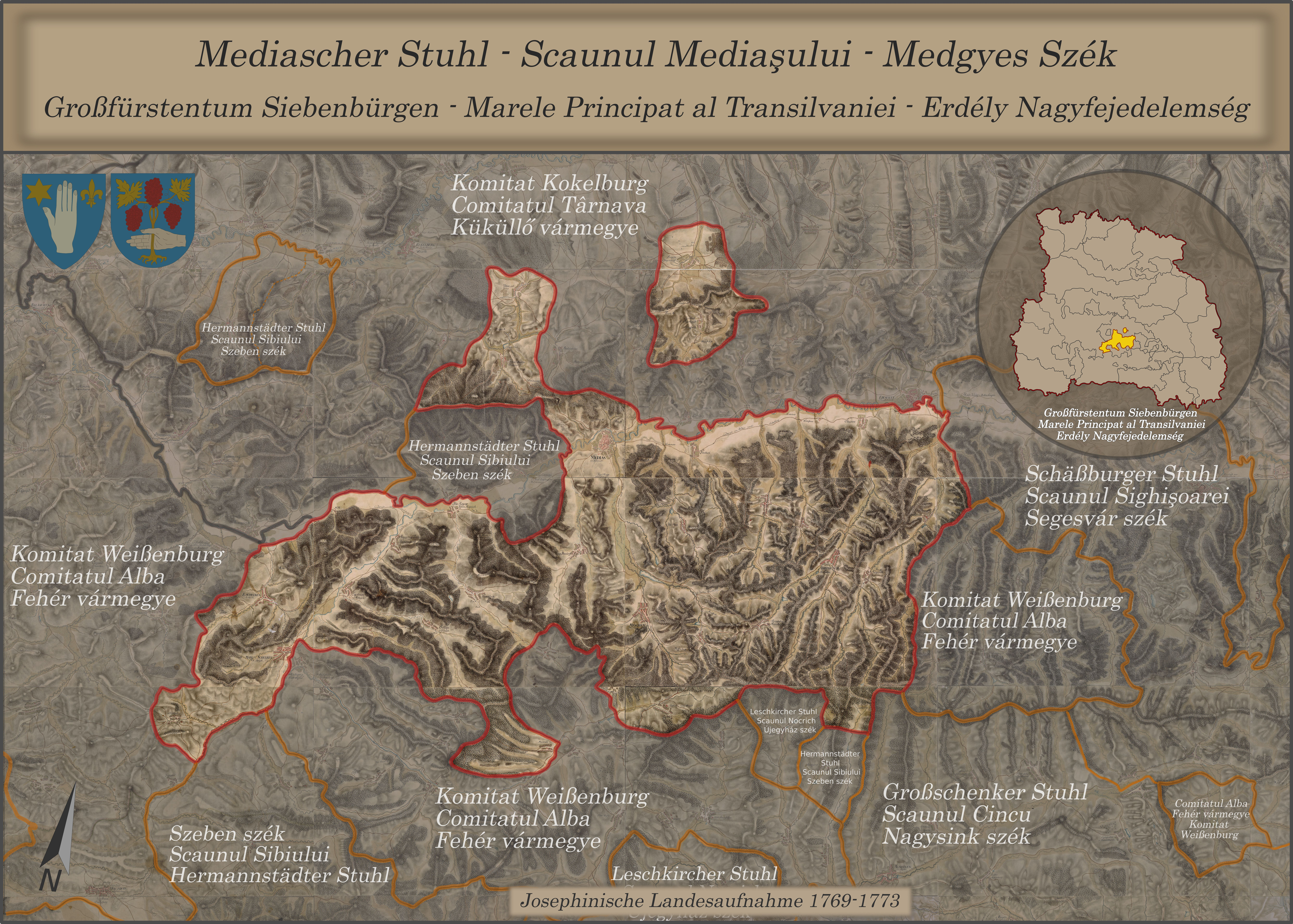
„Scaunul Mediașului”(fost Două Scaune) în Harta Iosefină a Transilvaniei, 1769-73

Scaunul Mediașului (în latină Sedis Mediensis) a fost o unitate administrativă în Marele Principat al Transilvaniei.

## Domenii aparținătoare
Scaunul Mediașului (în germană Stuhl Mediasch sau Mediascher Stuhl) avea în componență următoarele localități:
- Alma Vii, în germană Almen, +1510, în maghiară Szászalmád.
- Băgaciu, în germană Bogeschdorf, în maghiară Szászbogács, atestat în 1359.
- Bazna, în germană Baaßen, +1359, în maghiară Bazna/Felsőbajom.
- Biertan, în germană Birthälm, +1315, în maghiară Berethalom.
- Buzd, în germană Bußd/Buss, +1359, în maghiară Szászbuzd.
- Ighișu Nou, în germană Eibesdorf, +1359, în maghiară Szászivánfalva.
- Copșa Mare, în germană Großkopisch, în maghiară Nagykapus.
- Ațel, în germană Hetzeldorf, +1359, în maghiară Ecel.
- Curciu, în germană Kirtsch, +1337, în maghiară Küküllőkőrös/Szászkőrös.
- Moșna/Mojna, în germană Meschen, în maghiară Muzsna/Szászmuzsna.
- Brateiu, în germană Pretai, +1359, în maghiară Bárathely.
- Mediaș, în germană Mediasch/Medwisch, +1315, în maghiară Medgyes.
- Nemșa, în germană Nimesch, în maghiară Nemes.
- Richiș, în germană Reichesdorf, +1359, în maghiară Riomfalva.
- Velț, în germană Wölz, +1359, în maghiară Völc/Velc.

Observații:

„Scaunul Mediașului” în secolul al XV-lea

- Anii indicați în dreptul denumirii reprezintă data primei menționări documentare a localității.

- Târgul Mediaș (în germană Markt Mediasch) a fost desemnat încă din 1359 ca sediu judecătoresc, dar abia după ce în 1552/1555 au fost finalizate zidurile sale de apărare, localitatea a fost ridicată la rang de oraș (în germană Stadt Mediasch) și desemnată ca sediu scăunal al Scaunului Mediaș.